# Nothochrysa fulviceps
Nothochrysa fulviceps är en insektsart som först beskrevs av Stephens 1836.  Nothochrysa fulviceps ingår i släktet Nothochrysa och familjen guldögonsländor. Arten är reproducerande i Sverige. Inga underarter finns listade i Catalogue of Life.

## Bildgalleri

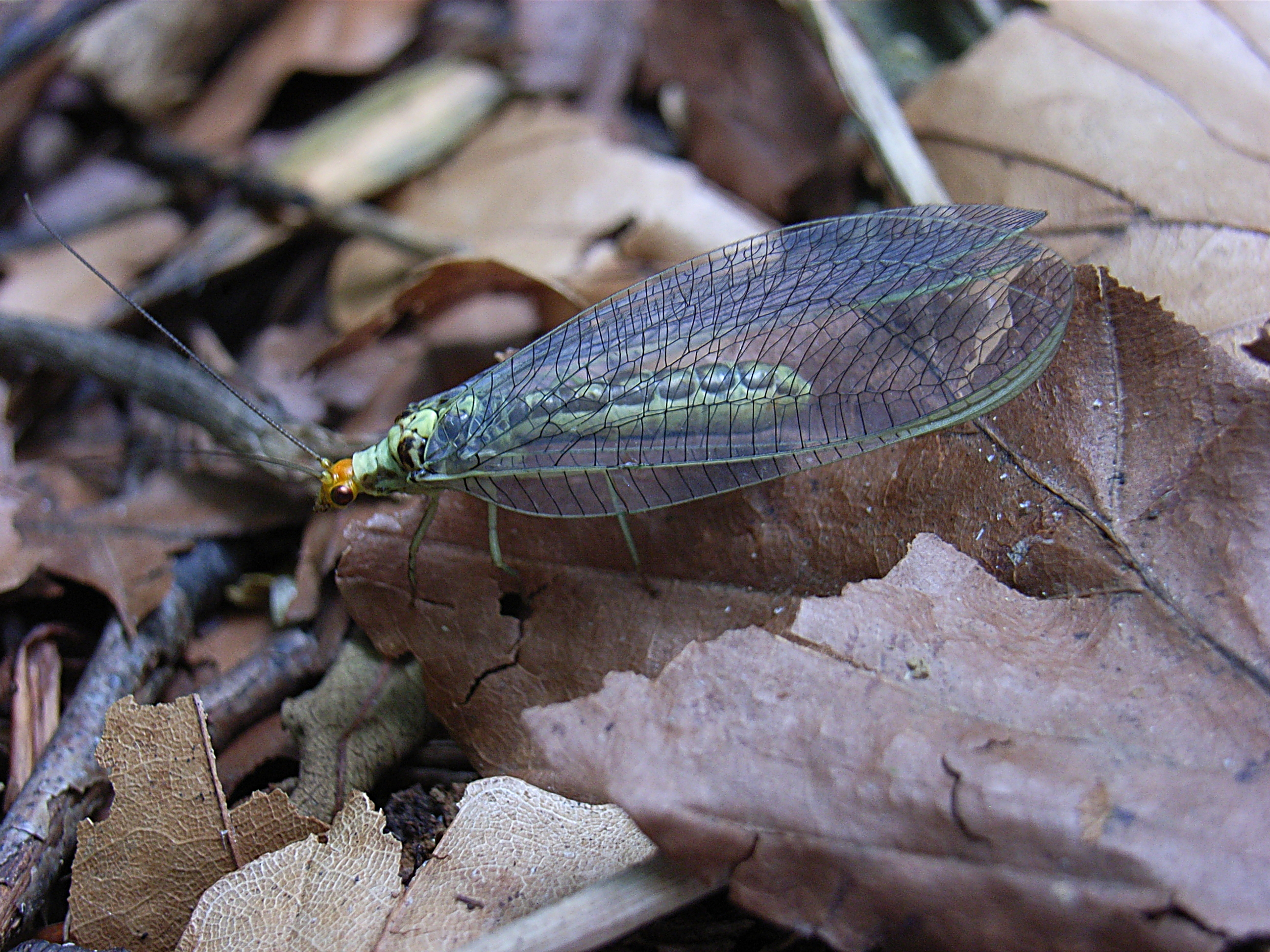
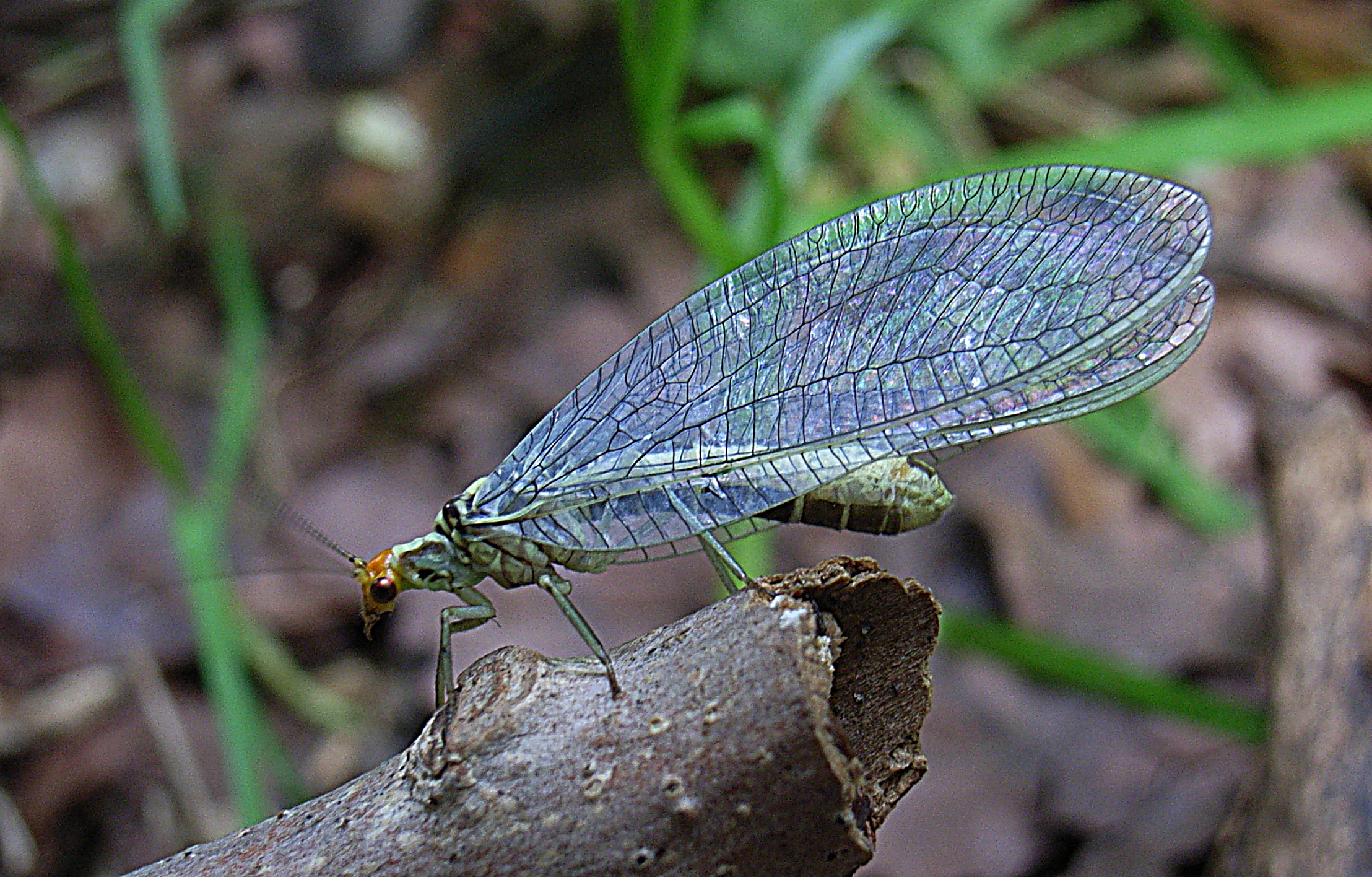
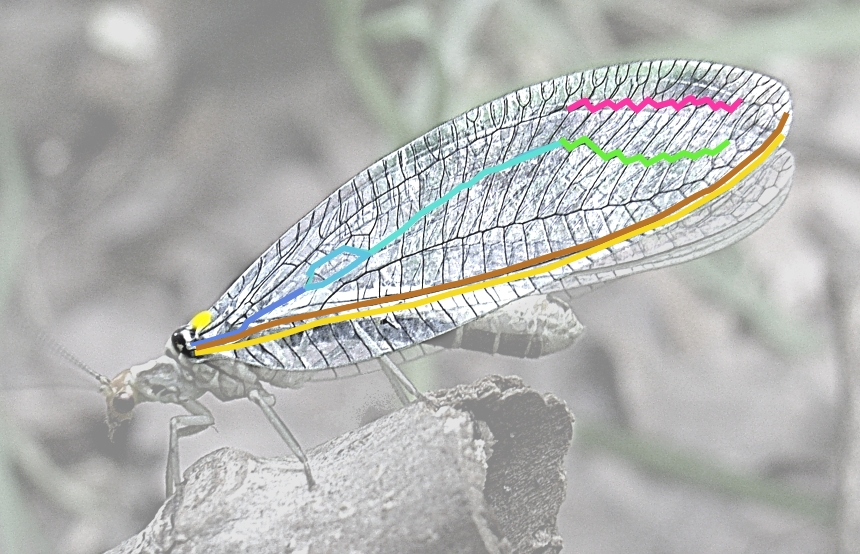